# Oswald Zappelli
Oswald Zappelli (Lausana, 17 de outubro de 1913 - 3 de abril de 1968) foi um esgrimista profissional suíço, medalhista olímpico.
Oswald Zappelli representou seu país nos Jogos Olímpicos de Verão de 1948 e 1952. Conquistou a medalha de prata na espada individual em 1948.